# Печера Токепала
Печера Токепала — печера в адійському хребті Кордильєра-Оксиденталь, за 154 км від міста Такна, Перу у кар'єрі Токепала. Відома тим, що в ній було знайдено зображення сцен полювання, що мають вік близько 11530 років тому і вважаються найстарішими слідами перебування людини в Перу.
Зображення виконані фарбами червоного, жовтого, зеленого і чорного кольорів. На думку мистецтвознавця Хохре Муель (Jorge Muelle), малюнки грали ритуальну роль — вони повинні були забезпечити вдале полювання. Малюнки датуються приблизно 7600 до н. е. методом радіовуглецевого аналізу (також згадується порядок 10 000 до н. е.).